# Skillingaryds IS
Skillingaryds IS, bildad 1921, är en idrottsförening i Skillingaryd i Vaggeryds kommun i Sverige. Skillingaryds IS, även kallat SIS har fått fram en stor spelare genom åren. Michael Svensson är denna spelaren som senast spelade för Southampton FC i engelska andraligan. Lars-Gunnar Reèn var en lovande back i ishockey och spelade i SIS. Reèn är mest känd för sitt hårda slagskott.